# Кривенко Семен Устинович
Семен Устинович Кривенко (1909–1974) — червоноармієць Робітничо-селянської Червоної Армії, учасник Німецько-радянської війни, Герой Радянського Союзу (1943).

## Біографія
Семен Кривенко народився 1 березня 1909 року в селі Суботино (нині — Шушенський район Красноярського краю). Після закінчення двох класів школи працював спочатку в колгоспі, потім забійником на руднику. У грудні 1941 року Кривенко був покликаний на службу в Робітничо-селянську Червону Армію. З березня 1942 року — на фронтах Німецько-радянської війни. До жовтня 1943 року червоноармієць Семен Кривенко був стрільцем 568-го стрілецького полку 149-ї стрілецької дивізії 65-ї армії Центрального фронту. Відзначився під час битви за Дніпро.
17 жовтня 1943 року Кривенко, перебуваючи в складі десантної групи, переправився через Дніпро в районі села Щітци Лоєвського району Гомельської області Білоруської РСР і взяв активну участь в її звільненні. Кривенко одним з перших увірвався в німецькі траншеї, був поранений в голову, але продовжував битися, убивши в рукопашній сутичці ворожого солдата, а потім закидавши в траншеї групу ворожих солдатів.
Указом Президії Верховної Ради СРСР від 30 жовтня 1943 року за «зразкове виконання бойових завдань командування на фронті боротьби з німецькими загарбниками і проявлені при цьому мужність і героїзм» червоноармієць Семен Кривенко був удостоєний звання Героя Радянського Союзу з врученням ордена Леніна і медалі «Золота Зірка» за номером 1633.
У 1943 році Кривенко через поранення був демобілізований. Повернувся в рідне село. Помер 7 липня 1974 року.
Був також нагороджений низкою медалей. У селі Суботино Шушенского району на його будинку висить табличка «Тут жив Герой Радянського Союзу».